# Petrecere de nuntă (film)
Petrecere de nuntă (titlu original: The Wedding Party) este un film american de comedie din 1969 scris și regizat de Brian De Palma, Wilford Leach și Cynthia Munroe. Rolurile principale au fost interpretate de actorii Jennifer Salt, Jill Clayburgh, William Finley și Robert De Niro.

## Prezentare
Filmul se concentrează asupra unui viitor mire și pe interacțiunile sale cu diverse rude ale logodnicei sale și invitații de la nuntă înainte de ceremonia de pe moșia familiei din orașul Shelter Island, New York.

## Distribuție
- Velda Setterfield - Mrs. Fish
- Raymond McNally - Mr. Fish
- John Braswell - Reverend Oldfield
- Charles Pfluger - Charlie
- Jill Clayburgh - Josephine
- William Finley - Alistair
- Robert De Niro - Cecil (ca Robert Denero)
- Jennifer Salt - Phoebe